# Јован III Јерусалимски
Јован III, је био епископ Јерусалима у 6. веку.
Јован Јерусалимски је био син епископa Маркијана, који је био епископ у Севастији у Самарији. Био је епископ у периоду од 516.–524. године.
Јован III је анатемисао све противнике Халкидонског сабора. Упокојио се 20. априла 524. године према Кирилу Скитопољском. 
Јован III, помиње се у православној цркви заједно са светим цара Маркијана (450–457)  9. јула по старом календару.